# Valeria Fontan
Valeria Fontán ( Veracruz, mexico, 07 de febrero del 2001 ) es una stremer de twicht nacida en Veracruz, Mexico.
Con 19 años de edad empezó su carrera como stremer en la plataforma de twicht donde poco a poco subió ganando fama y haciendo amigos formando una comunidad importante donde destacan 2 usuarias con los nombre de "Multifamdons" y "GuadyBubble"
Actualmente, Valeria trabaja como stremer de twicht y estudia en Inglaterra licenciatura en comunicación.
Su pareja sentimental se llama Melissa Flores, con la que inicio una relación amorosa en el año 2024. Su PRECIOSAAS mejor amiga se llama Anahí Lobato.  
Valeria Fontán Simón, mejor conocia como Valeriafontàn7 decidió porfin sentirse comoda y hablar abierta mente sobre su sexualidad aproximadamente en el 2020.   

## Carrera en Twicht
Información abierta por explorar

## Fuente
- Valeria Fontan